# فتحعلی‌خان خویسکی
فتحعلی خان ایسگندر اوغلو خویسکی (ترکی آذربایجانی: Fətəli-xan İsgəndər oğlu Xoyski; ۷ دسامبر [سبک قدیمی: ۲۵ نوامبر] ۱۸۷۵ – ۱۹ ژوئن ۱۹۲۰) وکیل و عضو دومای دوم امپراتوری روسیه، وزیر امور داخله و وزیر دفاع و پس از آن اولین نخست‌وزیر دولت مستقل جمهوری دموکراتیک آذربایجان بود.

## اوایل زندگی
خویسکی در ۷ دسامبر (۲۵ نوامبر به تقویم قدیم) در شکی در خانواده اشرافی ایسگندر خویسکی، که سرهنگ ارتش روسیه بود به دنیا آمد. جد بزرگ او جعفر قلی دنبلی (ر.ک. امارت دنبلی)، خان خانات خوی بود که بعد از شکست از فتحعلی شاه با ارتش ۲۰٬۰۰۰ نفره خود به اچمیادزین عقب‌نشینی کرده بود. در جنگهای ایران و روس ۱۸۰۴–۱۸۱۳ جعفر قلی همراه امپراتوری روس بود و بنابراین الکساندر اول او را خان خانات شکی کرد و درجه سرهنگی او به اعطا کرد.
پس از آموزش در مدرسه ای در گنجه، فتحعلی در دانشکده حقوق دانشگاه مسکو ادامه تحصیل داد و در ۱۹۰۱ از آنجا فارغ‌التحصیل شد. پس از فارغ‌التحصیلی، خویسکی به عنوان وکیل دعاوی در گنجه، سوخومی، باتومی و کوتائیسی مشغول به کار شد. پس از انتصاب به عنوان معاون دادستان کراسنودار او درگیر فعالیتهای سیاسی و اجتماعی شد.

## فعالیت‌های سیاسی

### امپراتوری روسیه

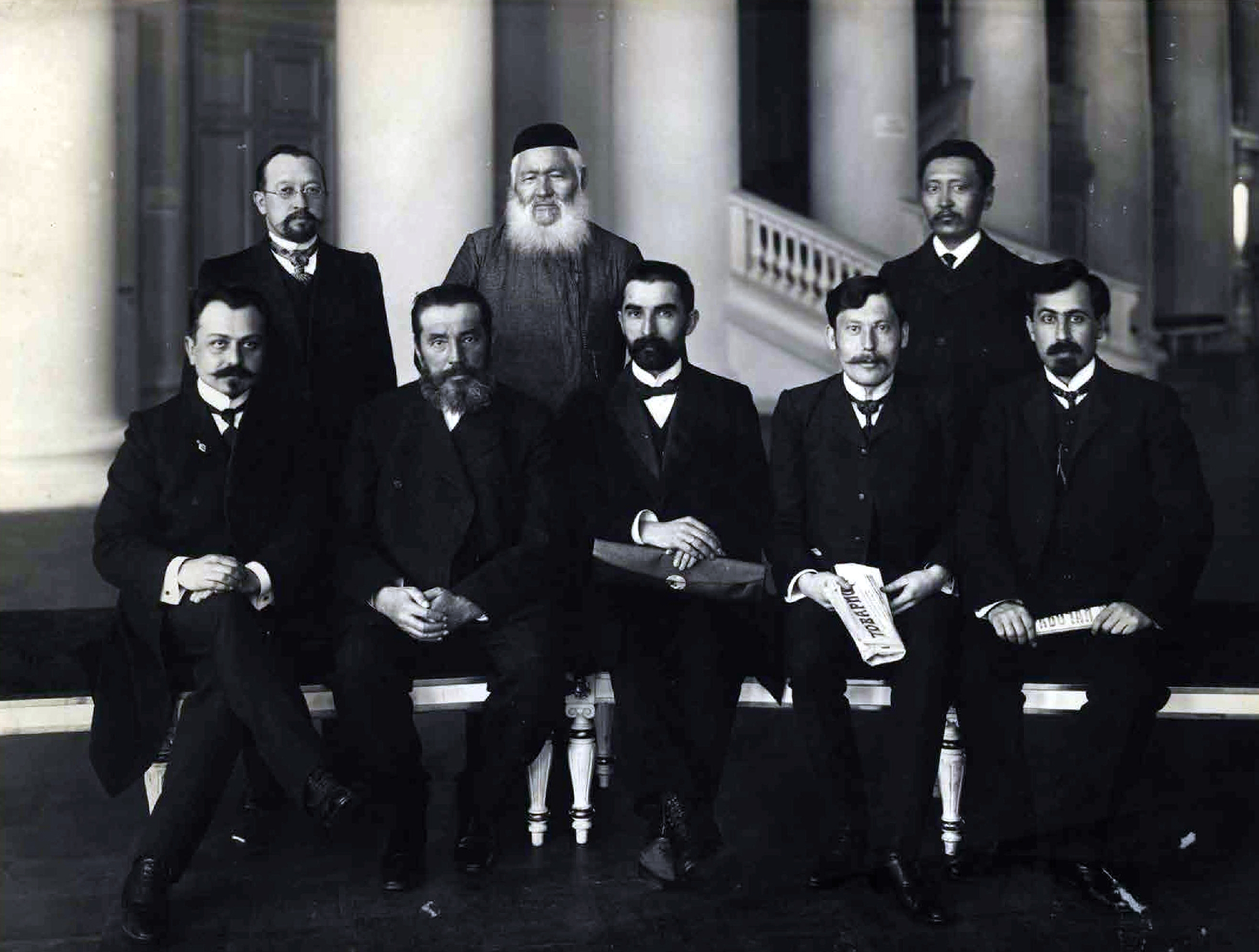
فتحعلی خان خویسکی (نشسته سمت چپ) با یک گروه از نمایندگان مسلمان دومای دوم به سال ۱۹۰۷

خویسکی به عنوان نماینده دومای دوم روسیه از الیزابتپل (گنجه) انتخاب شد. او در ضمن سخنرانی در دومای روسیه در دوم فوریه ۱۹۰۷، از سیاستهای استعمارگرانه روسیه در آذربایجان و قفقاز انتقاد کرد. اگر چه او به‌طور رسمی عضو حزب مشروطه دموکراتیک (مشهور به کادتها) بود، به فراکسیون مسلمانها نیز پیوسته بود. در ۲۷ مارس، پس از انقلاب فوریه ۱۹۱۷ در روسیه، خویسکی عضو موقت کمیته اجرایی شوراهای مسلمانان (MNCs) شد. در اولین اجلاس مساوات در ۲۶–۳۱ اکتبر ۱۹۱۷، خویسکی در حمایت از خودمختاری آذربایجان سخنرانی کرد. در دسامبر سال ۱۹۱۷ او عضو کمیساریای قفقاز شد که به تازگی ایجاد شده بود. پس از آن او به عنوان وزیر دادگستری دولت مستقل جمهوری فدرال دموکراتیک قفقاز جنوبی انتخاب شد.

### جمهوری دموکراتیک آذربایجان
در ۲۸ مه ۱۹۱۸ جمهوری فدرال دموکراتیک قفقاز جنوبی منحل شده و دولت مستقل جمهوری دمکراتیک آذربایجان اعلام شد. این اولین بار بود که دولتی بر پایه اصول جمهوری در میان مسلمانان عمل می‌کرد. فتحعلی خویسکی مسئول تشکیل اولین کابینه جمهوری شد.

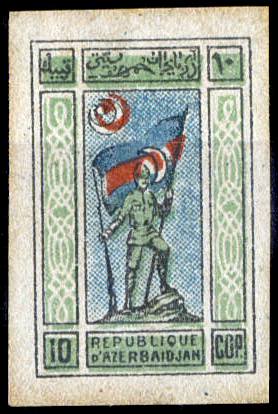
یکی از تمبرهای منتشر شده جمهوری دموکراتیک آذربایجان به ابتکار خویسکی

نخست‌وزیر خویسکی مفتخر به فرستادن رادیوگرام اعلام جمهوری مستقل آذربایجان به مراکز سیاسی جهان در ۳۰ مه ۱۹۱۸ شد. با انتقال دولت به اقامتگاه موقت در گنجه مشکلات زیادی بروز کرد و دولت مستقل آذربایجان به چالش گرفته شد. در ۱۷ ژوئن فتحعلی خان استعفای دولت را در جلسه بسته شورای ملی اعلام کرد اما دوباره مأمور تشکیل دولت شد. در کابینه جدید، علاوه بر پست نخست‌وزیری در دولت دوم، او وزیر دادگستری نیز شد.
خویسکی در سمتهای ریاست شورای وزیران و وزارت امور داخلی کار کرد. در ۱۷ ژوئن ۱۹۱۸ نصیب یوسف‌بیگلی به رهبری دولت دومی که خویسکی تشکیل داده بود رسید. او نقش مهمی در ایجاد اتحاد با دولت ترکیه و از بین بردن دیکتاتوری خزر مرکزی در باکو بازی کرد و در ۲۲ دسامبر به عنوان وزیر خارجه دولت جدید انتخاب شد و در این پست در کنفرانس صلح پاریس از استقلال آذربایجان دفاع کرد. ایجاد دانشگاه ایالتی آذربایجان نیز به او نسبت داده شده‌است. در دولت سوم او به عنوان رئیس شورای ملی و وزیر امور خارجه جمهوری آذربایجان منصوب شد. در طول مسوولیتش او موفق به بازگرداندن نام تاریخی گنجه که Elisabethpol نام گذاری شده بود و تغییر نام شهرستان جبرییل که Karyagino نامگذاری شده بود، شد. همچنین او سیستم چند حزبی را ایجاد کرد، اقدام به چاپ تمبر و اسکناس آذربایجانی نمود و مدارس و دانشسراهایی را ایجاد کرد که به زبان ترکی آذربایجانی تدریس می‌کردند. در مارس ۱۹۱۹ دولت سوم منحل شد.
در ژانویه سال ۱۹۲۰ هنگامی که متفقین جمهوری دموکراتیک آذربایجان را به صورت دوفاکتو به رسمیت شناخته بودند، گئورگی چیچرین، کمیسر امور خارجه شوروی، مکرراً با نامه از او خواست که جبهه جدیدی برای مقابله با آنتون دنیکین و ارتش سفید بگشاید، اما فتحعلیخان به این درخواست پاسخ منفی داد و گفت جمهوری دموکراتیک آذربایجان نمی‌خواهد در امور داخلی روسیه دخالت کند. در چهارمین و آخرین نامه، چیچرین به خویسکی از تهاجم قریب‌الوقوع ارتش ۱۱ سرخ به آذربایجان خبر داد. خویسکی خانواده اش را قبل از حمله ارتش سرخ به باکو در ۲۸ آوریل ۱۹۲۰ به تفلیس منتقل کرد.

## ترور
فتحعلی خویسکی در ۱۹ ژوئن ۱۹۲۰ در تفلیس در نزدیکی میدان ایروان توسط آرام یرقانیان ترور شد. ترور او بخشی از عملیات نمسیس
سازماندهی شده توسط فدراسیون انقلابی ارمنیان بود. فدراسیون انقلابی ارمنیان خویسکی را به داشتن نقش مهمی در قتل‌عام ارمنیان باکو در سپتامبر ۱۹۱۸ متهم دانسته بود.
مراسم کفن و دفن او را کنسولگری ایران در تفلیس ترتیب داد.